# Exterior
Exteriores em cinema teatro ou televisão são as cenas que são gravadas / filmadas ao ar livre.
Parece uma definição óbvia e inútil, mas é muito importante no que diz respeito à produção.